# Daiwaリバーゲート
Daiwaリバーゲート（ダイワリバーゲート）は、東京都中央区日本橋箱崎町に所在する高層ビルである。

## 建築
1994年、首都高速道路箱崎ジャンクション近くの隅田川沿いに、読売新聞社により「リバーサイド読売ビル」の名称で竣工した。中央区における超高層ビルの建設は千代田区や港区に比べると遅く、東京住友ツインビルディング、三井倉庫箱崎ビル、ニチレイ東銀座ビルに次いで4例目である。2015年には、大和証券オフィス投資法人が信託受益権を取得した。
門のようなピロティがあり、その両側が賃貸マンション「リバーゲートレジデンス（旧 リバーサイド読売ハイツ）」、ピロティより上の階がオフィスとして使用される。

## テナント
吉野家ホールディングス本社などが入居する。